# هيو ويلسون (عالم نبات)
هيو ويلسون (بالإنجليزية: Hugh Daniel Wilson)‏ هو عالم نبات أمريكي، ولد في 1943 في ألايانس في الولايات المتحدة، وتوفي في 5 نوفمبر 2018.